# 速战人生
《速战人生》（英語：Oversteer）是由雷坚钦自编自导，新加坡首部赛车题材电影。

## 剧情
讲述年轻富二代“风”，为了追求汽车修理技师的梦想，不惜和父亲闹翻离家出走，和青梅竹马一起追梦，无意中闯进了赛车界。

## 演员

### 主要演员
| 主演   | 角色   | 备注                                                   |
| 陈昱志 | 风     |                                                        |
| 张耀栋 | 风父亲 | 风的父亲，思想传统的广东人，希望儿子能继承自己的事业。 |
| 张嘉轩 |        |                                                        |
| 梁嘉玲 |        |                                                        |

### 其他演员
| 主演        | 角色 | 备注 |
| 余畑龙      |      |      |
| 刘旭涛      |      |      |
| 陈益鸣      |      |      |
| 周彩林      |      |      |
| 黄彩云      |      |      |
| Kazuto Soon |      |      |
| 法利·海鲁曼 |      |      |

## 制作
2018年，电影后期制作因2019冠状病毒病疫情、缅甸军事政变、筹资失败等困扰而导致上映计划有所展延。

### 主体拍摄
主体拍摄在马来西亚吉隆坡布城大道（MEX）、武吉免登和彭亨进行。2018年，拍摄完毕。

## 发行
2024年1月26日，举办记者发布会。
此片于2024年1月31日在VivoCity的嘉华院线举行首映礼。

## 获奖与提名列表
| 年份   | 颁奖典礼                     | 奖项           | 结果 | 参考  |
| ------ | ---------------------------- | -------------- | ---- | ----- |
| 2022年 | 第26届韩国富川国际奇幻电影节 | 制作中项目单元 | 獲獎 | [ 2 ] |